# Abbaye d'Andenne

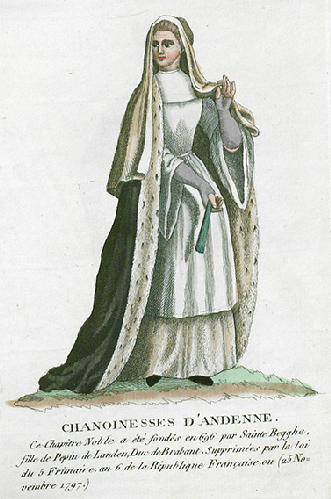
Chanoinesses d'Andenne

L'abbaye d'Andenne était un monastère fondé par sainte Begge, fille de Pépin de Landen, veuve d'Ansegisel et mère de Pépin de Herstal, vers 692.
Selon le Père Anselme, Ansegisel, le mari de la fondatrice, mort vers 673-679, assassiné lors d'une partie de chasse vers 673-679, aurait été enterré dans ce monastère.
Le monastère fut d'abord une organisation mixte adoptant la règle de saint Benoît, puis il devint exclusivement « féminin », accueillant une congrégation noble de chanoinesses. L’existence de cette congrégation est attestée en 1101 dans une charte de l'empereur Henri IV, qui le confirme dans certaines possessions, puis en 1207 dans une charte du comte de Namur, Philippe le Noble.
Au XVIIIe siècle, l'abbaye était devenue selon le Père Anselme un collège séculier pour filles.
Au milieu du XVIIIe siècle, les églises, en très mauvais état, furent détruites avec la permission de l'Impératrice Marie-Thérèse d'Autriche. Leurs pierres sont alors réutilisées pour la construction de la nouvelle collégiale, de style néoclassique.

## Pour compléter